# Podkręć jak Beckham
Podkręć jak Beckham (ang. Bend It Like Beckham) – angielska komedia z elementami filmu sportowego z 2002 roku w reżyserii Gurinder Chadhy.
Tematem filmu jest historia młodej Induski z zamieszkałej w Londynie rodziny sikhów, która wbrew oczekiwaniom swoich rodziców, marzy o zawodowym graniu w piłkę nożną i zakochuje się w „białym” trenerze. Film przedstawia relacje między rodzicami a ich uniezależniającymi się córkami, oczekiwania rodziców w stosunku do nich i ich (rodziców) „dojrzewanie” do zgody na akceptację własnych planów dzieci. W tej historii skonfrontowano też dwie kultury: zachodnią – brytyjską i indyjską – sikhijską.
Autorka filmu problem związku Induski z „białym” mężczyzną pokazuje także w innych swoich filmach, np. Duma i uprzedzenie (Bride and Prejudice), czy Zakochany Paryż (Paris, je t'aime 2006, odcinek „Quais de Seine”).

## Opis fabuły
Film koncentruje się na temacie dążenia dwóch przyjaciółek Jess i Jules do zawodowej gry w piłkę na poziomie ich idola Davida Beckhama. Aby to osiągnąć muszą one pokonać wiele przeszkód, takich jak niechęć do piłki konserwatywnej, hinduskiej rodziny Jess lub problemów sercowych Jules.
Londyn. Jasminder Kaur Bhangra (Parminder Nagra), zwana przez wszystkich Jess żyje w pokoju obwieszonym zdjęciami Beckhama. Codziennie zdaje mu relacje z tego, co przeżywa. Marzy, aby idąc w jego ślady osiągnąć mistrzostwo w piłce nożnej. Z zapałem grywa w parku z Hinduskimi kolegami. Zmartwiona tym matka z trudem stara się nauczyć ją gotowania indyjskich potraw. Jej starsza siostra Pinky wychodzi właśnie za mąż za swojego ukochanego Teetu. Mimo że małżeństwo nie jest aranżowane, rodziny udzielają im swojego błogosławieństwa. Matka marzy o podobnym szczęściu dla Jess modląc się jednocześnie do sikhijskiego Guru Nanaka o to, aby Jess przyjęto na prawo. Tymczasem Jess zaczyna iść własną drogą. Jej gra w piłkę zostaje zauważona przez Jules (Keira Knightley), zawodniczkę dziewczęcego zespołu futbolowego. Jules namawia Jess na grę w zespole. Dziewczyna angażuje się całym sercem wkrótce przyczyniając się do sukcesów zespołu. Siostra kryje w domu jej podwójne życie. Przy rodzicach posłuszna sikhijska córka ucząca się gotować, poza domem gracz piłki nożnej. Życie na boisku jeszcze bardziej angażuje Jess, od kiedy poznaje lepiej trenera Joego. Pewnego dnia rodzice odkrywają kłamstwa Jess. Jej ojciec (Anupam Kher) uświadamia sobie, że jego córka nie tylko biega z odsłoniętymi nogami na oczach wielu mężczyzn, ale w dodatku chyba zakochana jest w „białym”!

## Produkcja i dystrybucja
Nakręcony w koprodukcji angielsko-niemiecko-amerykańskiej film jest komedią osadzoną w brytyjskim środowisku kobiecego futbolu. Film był nagrywany w Zachodnim Londynie, szczególnie w Hounslow (gdzie mieszkają dwie główne bohaterki), w Southall i centrum miasta (Soho, Piccadilly Circus), a także na lotnisku Heathrow Airport i w Niemczech, w Hamburgu.
W Polsce był wyświetlany w ramach Warszawskiego Festiwalu Filmowego.

## Obsada
- Parminder Nagra – Jesminder „Jess” Kaur Bhamra z rodziny pendżabskich sikhów
- Keira Knightley – Juliette „Jules” Paxton
- Jonathan Rhys-Meyers – Joe
- Anupam Kher – p. Bhamra
- Archie Panjabi – Pinky Bhamra
- Shaznay Lewis – Mel
- Frank Harper – Alan Paxton
- Juliet Stevenson – Paula Paxton
- Shaheen Khan – p. Bhamra